# Lagynogaster fuliginosa
Lagynogaster fuliginosa là một loài ruồi trong họ Asilidae. Lagynogaster fuliginosa được Hermann miêu tả năm 1917. Loài này phân bố ở miền Ấn Độ - Mã Lai.